# Perry megye (Mississippi)
Perry megye az Amerikai Egyesült Államokban, azon belül Mississippi államban található. Megyeszékhelye New Augusta, legnagyobb városa Richton. Lakosainak száma 11 511 fő (2020. április 1.).

## Szomszédos megyék
- Wayne megye (északkelet)
- Greene megye (kelet)
- George megye (délkelet)
- Stone megye (dél)
- Forrest megye (nyugat)
- Jones megye (északnyugat)

## Népesség
A megye népességének változása:
| Lakosok száma | 12 200 | 12 237 | 12 095 | 12 131 | 12 277 | 11 511 |
|               | 2010   | 2011   | 2012   | 2013   | 2015   | 2020   |